# Микријев забавник
Микријев забавник је други по реду албум српског реп певача Микри Мауса. Издат је 18. марта 2015. и састоји се од 16 нумера.

## Списак нумера
- 1. Интро
- 2. Репрезент бара
- 3. Ориджинал ромале
- 4. The best of пичкетине
- 5. У новинама пише са Смоке мардељано
- 6. Басне из Медаковића са Биг ру, Паја кратак
- 7. Fuck the полиција са Бад б
- 8. ОГ циги
- 9. Pour Out A Little Piceta
- 10. Било давно некад са Тимбе
- 11. Скит-Скокови у воду (Кристијан Голубовић)
- 12. Цела заједница месна са Бвана
- 13. Иц мај лајф
- 14. Ганферска сапуница
- 15. Ken Get Inaf
- 16. Оутро